# Pontypridd (stacja kolejowa)
Pontypridd (ang: Pontypridd railway station) – stacja kolejowa w miejscowości Pontypridd, w hrabstwie Rhondda Cynon Taf, w Walii. Znajduje się na skrzyżowaniu Merthyr Line i Rhondda Line i od wielu lat jest jedyną stację obsługującą miasto. Usługi związane z transportem kolejowym są prowadzone przez Arriva Trains Wales.
Aż do lat 30, XX wieku, Pontypridd miało dwie inne stacje. Jedna, tuż za obecnym dworcem, była znana jako Pontypridd Graig. Jest zamknięta od roku 1930. Inna stacja, Pontypridd Tram Road, obsługiwała dawną Pontypridd to Newport line, zamknięta w 1922 roku znajdowała się w pobliżu, gdzie linia krzyżowała się z Broadway w Treforest.

## Linie kolejowe
- Merthyr Line
- Rhondda Line